# خوسيه نونيز دي كاسيريس
خوسيه نونيز دي كاسيريس (بالإسبانية: José Núñez de Cáceres)‏ (و. 1772 – 1846 م) هو كاتب، وسياسي من كوبا ولد في سانتو دومينجو.